# Dancs István (népjegyző)
Kövecsesi Dancs István (Tótgyörk, 1788. december 18. – Szarvas, 1868. április 19.) népjegyző.

## Élete
Dancs János gazdatiszt és Libertinyi Zsuzsanna fia volt. Középiskoláit Selmecbányán, gazdasági tanulmányait a Magyaróvári Gazdasági Felsőbb Magántanintézetben végezte; ezután gazdatiszt lett gróf Stockhammer gyomai uradalmában Békés vármegyében. A gazdasági pályáról később lelépett és jegyző lett Nagyszentmiklóson Torontál vármegyében, később Hódmezővásárhelyen Csongrád vármegyében, legutóbb pedig Dévaványán. 1864-ben nyugdíjaztatott.

## Munkái
- Ceres szózata a magyar földmivelőkhöz a reájok virradó jólét hajnalán. Több jeles irók észrevételei után. Pest, 1842.
- Veszta, mint a mezőgazdászatban rejlő kincsek tüköre. Kecskemét, 1865.